# Álex Bermejo
Alejandro Bermejo Escribano, detto Álex (Barcellona, 11 dicembre 1998), è un calciatore spagnolo, attaccante del Debrecen.

## Caratteristiche tecniche
È un trequartista.

## Carriera
Cresciuto nel settore giovanile dell'Espanyol, nel 2016 viene aggregato alla squadra riserve con cui debutta il 13 novembre in occasione dell'incontro di Segunda División B pareggiato 0-0 contro l'Atlético Baleares. Nel mercato estivo del 2019 viene ceduto al Tenerife.

## Statistiche
Statistiche aggiornate al 3 aprile 2021.

### Presenze e reti nei club
| Stagione        | Squadra         | Campionato      | Campionato | Campionato | Coppe nazionali | Coppe nazionali | Coppe nazionali | Coppe continentali | Coppe continentali | Coppe continentali | Altre coppe | Altre coppe | Altre coppe | Totale | Totale | Totale |
| Stagione        | Squadra         | Comp            | Pres       | Reti       | Comp            | Pres            | Reti            | Comp               | Pres               | Reti               | Comp        | Pres        | Reti        | Pres   | Reti   |        |
| --------------- | --------------- | --------------- | ---------- | ---------- | --------------- | --------------- | --------------- | ------------------ | ------------------ | ------------------ | ----------- | ----------- | ----------- | ------ | ------ | ------ |
| 2016-2017       | Espanyol B      | SDB             | 22         | 3          |                 | -               | -               |                    | -                  | -                  |             | -           | -           | 22     | 3      |        |
| 2017-2018       | Espanyol B      | TD              | 22         | 7          |                 | -               | -               |                    | -                  | -                  |             | -           | -           | 22     | 7      |        |
| 2018-2019       | Espanyol B      | SDB             | 32         | 5          |                 | -               | -               |                    | -                  | -                  |             | -           | -           | 32     | 5      |        |
| 2019-2020       | Tenerife        | SD              | 28         | 6          | CR              | 0               | 0               |                    | -                  | -                  |             | -           | -           | 28     | 6      |        |
| 2020-2021       | Tenerife        | SD              | 21         | 3          | CR              | 2               | 0               |                    | -                  | -                  |             | -           | -           | 23     | 3      |        |
| Totale carriera | Totale carriera | Totale carriera | 125        | 24         |                 | 2               | 0               |                    | -                  | -                  |             | -           | -           | 127    | 24     |        |